# ابراهیم کله
ابراهیم کله (ترکی استانبولی: İbrahim Kelle؛ ۱۸۹۷ – ۲ فوریه ۱۹۶۵) بازیکن فوتبال اهل ترکیه بود.
وی همچنین در تیم ملی فوتبال ترکیه بازی کرده‌است.